# Hubert Dethier
Hubert Dethier (21 juli 1933 - 26 januari 2019) was een Belgisch filosoof en Germaans filoloog. Hij was hoogleraar aan de Vrije Universiteit Brussel van 1969 tot 1998, de Universiteit van Amsterdam en de Faculteit voor Vergelijkende Godsdienstwetenschappen te Antwerpen. Voordien was hij student en assistent van Leopold Flam aan de Université libre de Bruxelles. Hij doceerde een zeer breed gamma aan vakken, onder meer middeleeuwse filosofie, semiotiek, grote stromingen van de wijsbegeerte van de oudheid tot heden, filosofie en vergelijking van de religies, filosofie van de film en Engelstalige filosofie.
In 1972 richtte hij samen met Leopold Flam het Centrum voor de Studie van de Verlichting aan de Vrije Universiteit Brussel op, dat na zijn emeritaat is opgegaan in het huidige Centrum voor Ethiek en Humanisme. Onder meer onder zijn impuls werd aan de Vrije Universiteit Brussel de  studierichting Moraalwetenschappen opgericht, hij was er ook een van de oprichters van een interfacultair centrum voor morele dienstverlening.
Van 1975 tot 1990 was hij voorzitter van het Centrum voor Marxistische Studies, verbonden aan het Onderzoeksinstituut van het Algemeen Belgisch Vakverbond.
In 1997 won hij de Prijs Vrijzinnig Humanisme. In 2006 ontving hij de Special Apollo Film Festival Award in Victoria-Wes voor bijdragen tot de studie en bekendmaking van Zuid-Afrikaanse en Afrikaanse film.
Tussen 1994 en 2010 verschenen de vijf delen van zijn levenswerk "De beet van de adder", dat onder meer zijn bijzondere interesse in middeleeuwse ketterijen behandelt.

## Publicaties
- Vrij Onderzoek in de XVIe eeuw. Inleiding tot het leven en het werk van Pietro Pomponazzi (1462-1525), Ontwikkeling, Antwerpen, 1968.
- Renaissance, reeks Het Open Venster nr. 3, Antwerpen, 1968.
- Lenin, reeks Het Open Venster nr. 23, Antwerpen, 1970.
- Giulio Cesare Vanini (I) Van godsdienstkritiek naar universele hervorming, “Vrijdenkerslexicon”, Studiereeks 2, Publikatie van de Vrije Universiteit Brussel, Centrum voor de Studie van de Verlichting, 1975.
- Summa Averroïstica (I). Het averroïstisch-nominalistisch front en de leer van de Dubbele Waarheid, “Vrijdenkerslexicon”, Studiereeks 4, Publikatie van de Vrije Universiteit Brussel, Centrum voor de Studie van de Verlichting, LXXV, 1977.
- Summa Averroïstica (II/I). De opkomst van de burgerlijke geest, “Vrijdenkerslexicon”, Studiereeks 5, Publikatie van de Vrije Universiteit Brussel, Centrum voor de Studie van de Verlichting, 1979.
- Summa Averroïstica (II/II). Coelum philosophorum. Kenmerken en dominanten van de Renaissancefilosofie, “Vrijdenkerslexicon”, Studiereeks 6, Publikatie van de Vrije Universiteit Brussel, Centrum voor de Studie van de Verlichting, 1979.
- Summa Averroïstica (II/III). De School van Padua. Pomponazzi, Cardanus Cremonini, “Vrijdenkerslexicon”, Studiereeks 7, Publikatie van de Vrije Universiteit Brussel, Centrum voor de Studie van de Verlichting, 1981.
- Summa Averroïstica (III). De kritiek van de religie bij Spinoza en Fontenelle, “Vrijdenkerslexicon”, Studiereeks 9, 1981.
- Pomponazzi, de vrije geest van de Dubbele Waarheid, dl. I en II, Universitaire Publikaties, Vrije Universiteit Brussel, “Vrijdenkerslexicon”, 1983-1984.
- Cultural Hermeneutics of Modern Art. Essays in honor of Jan Aler (Dethier, H., E. Willems (red.)). Rodopi, Amsterdam-Atlanta, 1989.
- Het gezicht en het raadsel. Profielen van Plato tot Derrida. Grote stromingen in de wijsbegeerte van de oudheid tot heden, VUBPress, Brussel, 1993.[9]
- De beet van de adder. De leerstoelen der deugd. Heterodoxen, ketters in de middeleeuwen, Deel I, VUBPress, Brussel, 1994.
- De geschiedenis van het atheïsme, Antwerpen-Baarn, Hadewijch-Houtekiet, 1994.
- De beet van de adder. De onbevlekte kennis, Deel II, VUBPress, Brussel, 1995.
- Kronieken van Zuid-Afrika. De films van Manie van Rensburg. (in samenwerking met dr. Martin Botha), met gesprekken en een essay van prof. Dr. Johan Degenaar (Universiteit van Stellenbosch) over “De Mythe van een Zuid-Afrikaanse natie”, VUBPress, Brussel, 1997.
- De beet van de adder. De Tafel van Smaragd. Filosofieën van de Eros en het Goudland, Deel III, VUBPress, Brussel, 1997.
- In de schaduw van het sacrale. Aanzetten tot een actuele filosofie van de kunst (in samenwerking met dr. Henk Slager), VUBPress, Brussel, 1997.
- De zondag van het leven. Een inleiding tot Hegel’s esthetica, Acco, 2000
- De beet van de adder. Dansen op de draad van Ariadne. Filosofieën van de Eros en het Goudland (II), Deel IV, VUBPress, Brussel, 2002.
- De beet van de adder. Op de gelukzalige eilanden: Leopold Flam en de utopie, Deel V, VUBPress, Brussel, 2010.

- Bibliothèque nationale de France: cb12055148z (data)
- Gemeinsame Normdatei: 1030405638
- International Standard Name Identifier: 0000 0000 6304 4052
- Library of Congress Control Number: n88217727
- Nationale Bibliotheek van Israël: 987007260296405171
- Nederlandse Thesaurus van Auteursnamen: 073494453
- Système universitaire de documentation: 028788249
- Virtual International Authority File: 71410656
- WorldCat: E39PBJk4Cv9pyKv9cBgkKy3mh3